# S:t Eskils kyrkogård

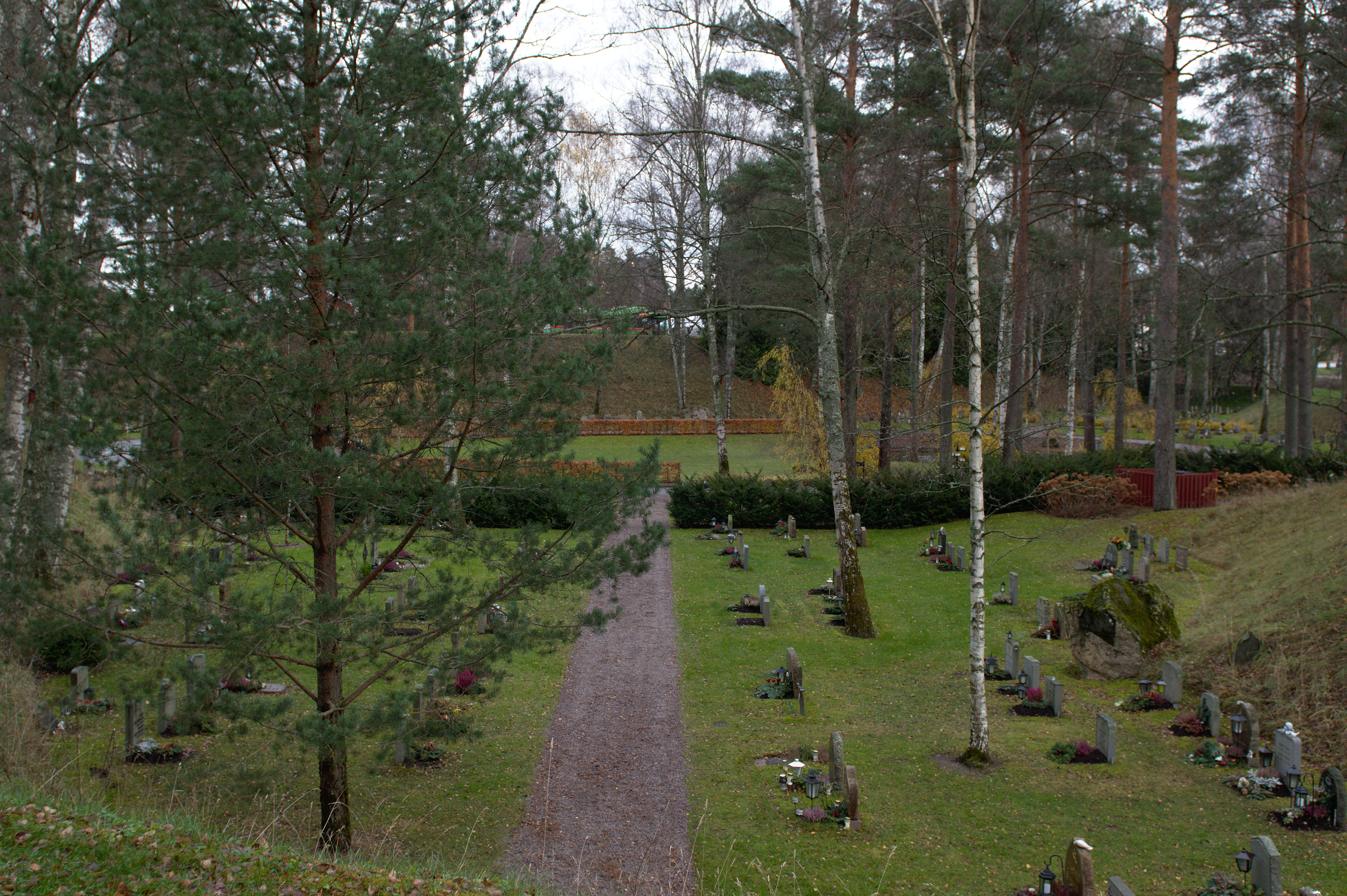
Minneslunden på S:t Eskils kyrkogård.

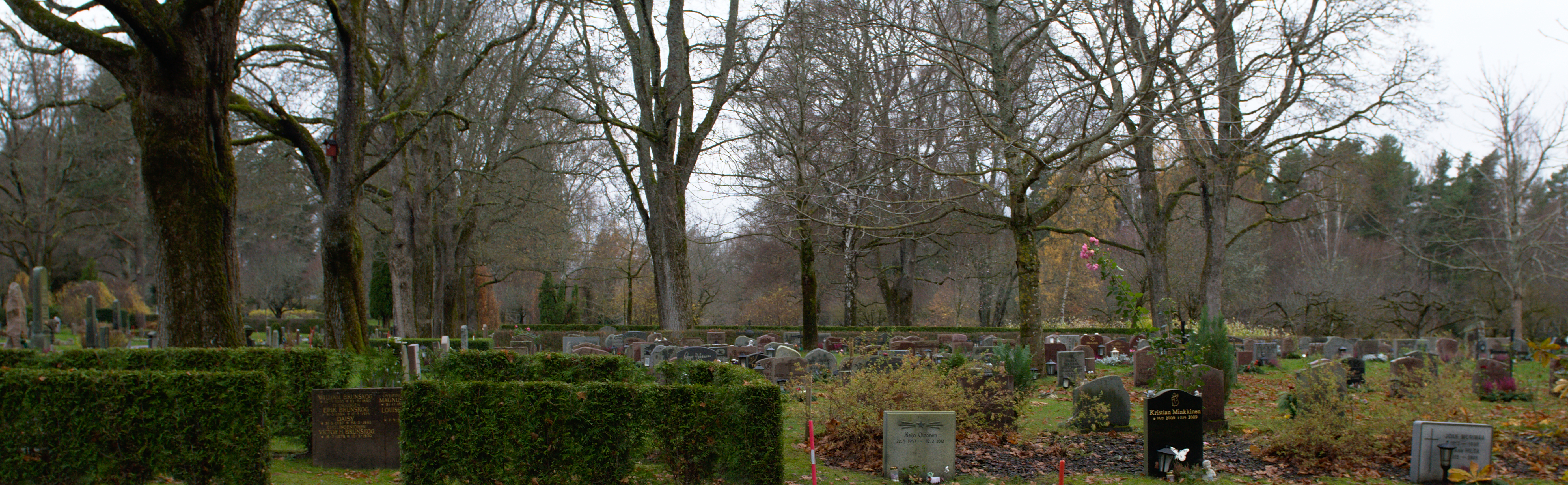
Gravar på kyrkogården.

S:t Eskils kyrkogård är en begravningsplats belägen i Ekeby, omkring fyra kilometer väster om Eskilstunas centrala delar.
Denna kyrkogård, som är den större av Eskilstunas två begravningsplatser, invigdes 1887. För närvarande består den av 19 hektar gravplatsindelad mark. Där finns också en byggnad som inrymmer två begravningskapell och ett krematorium. På kyrkogården ligger bland andra Carl Edvard Johansson, Conrad Jonsson samt bordtennisspelaren Kjell Johansson begravna.
På kyrkogården finns begravningsplatser för ett flertal trosinriktningar.

## Bilder

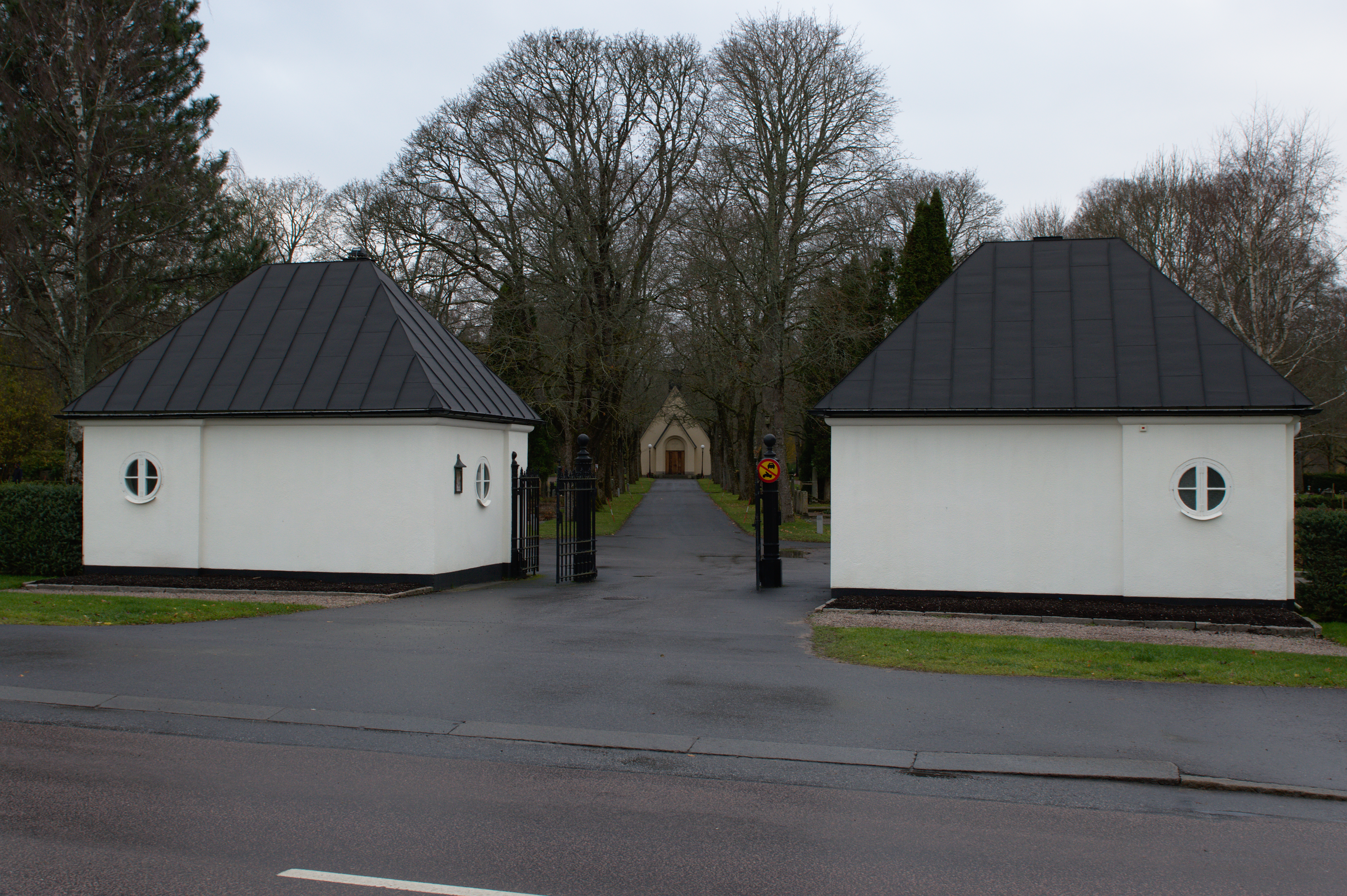
Ingång från Åsbyvägen.
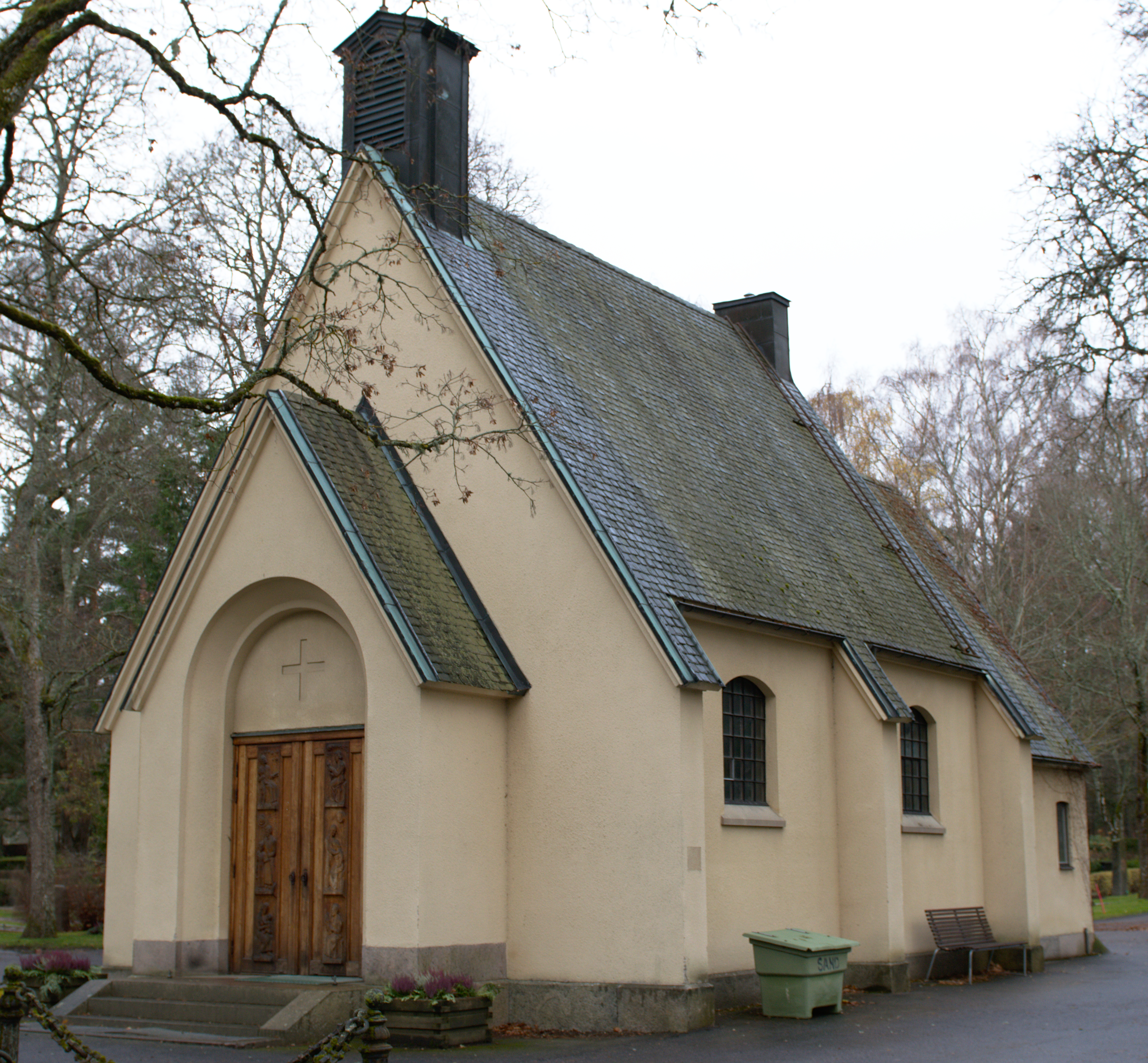
Det äldre kapellet i mitten av kyrkogården.
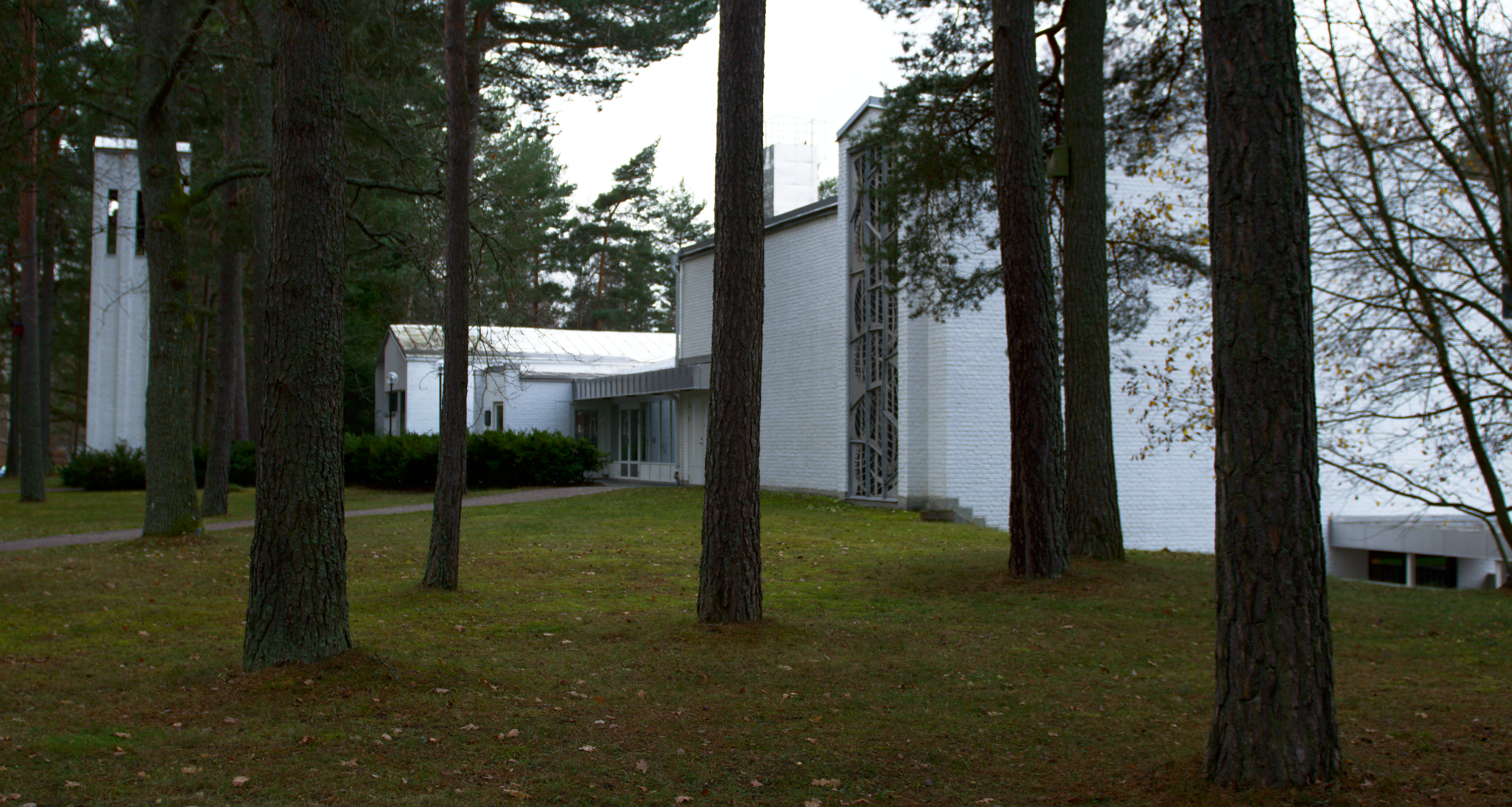
Stillhetens kapell och ljusets kapell.
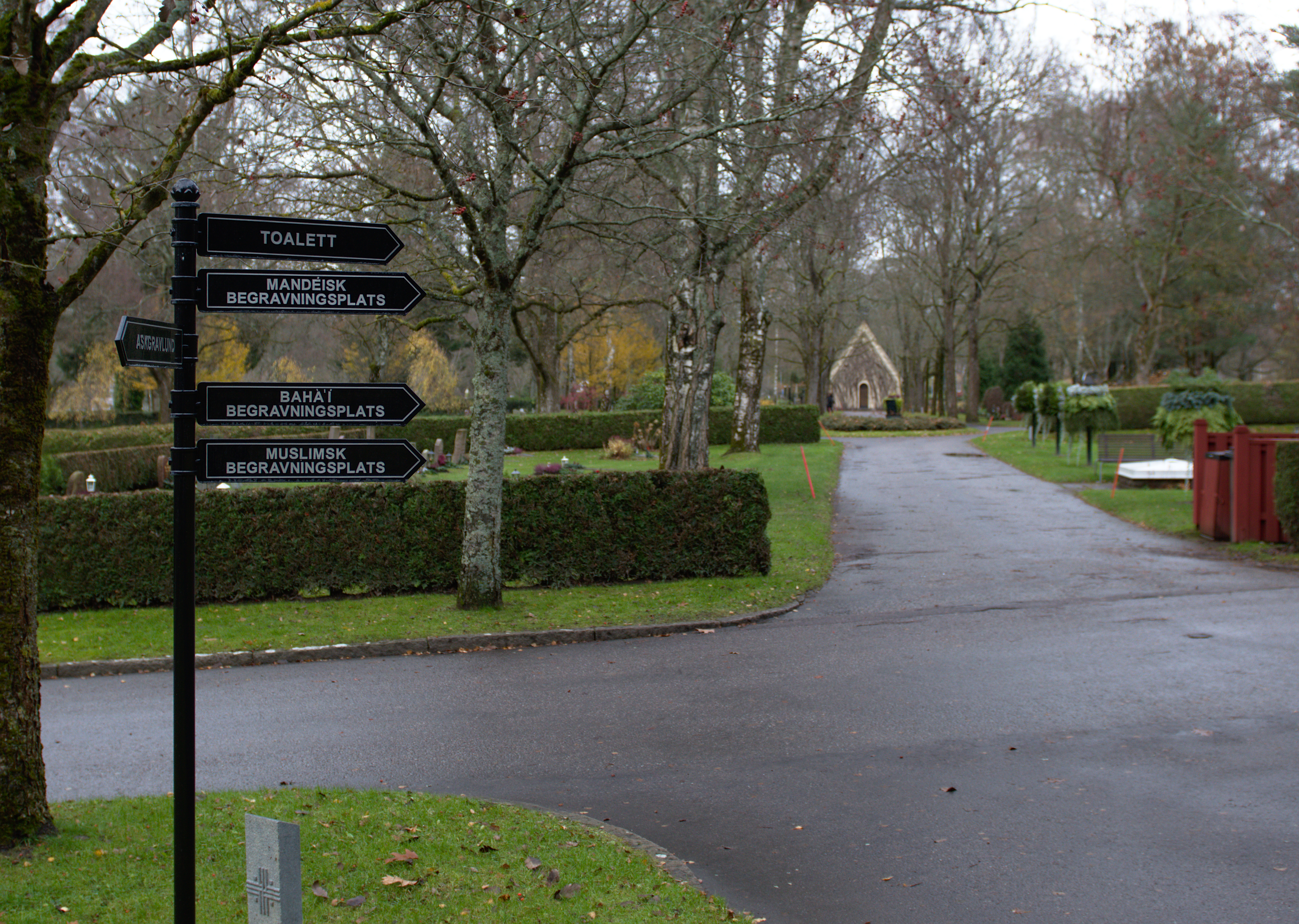
Skylt till särskilda gravplatser.
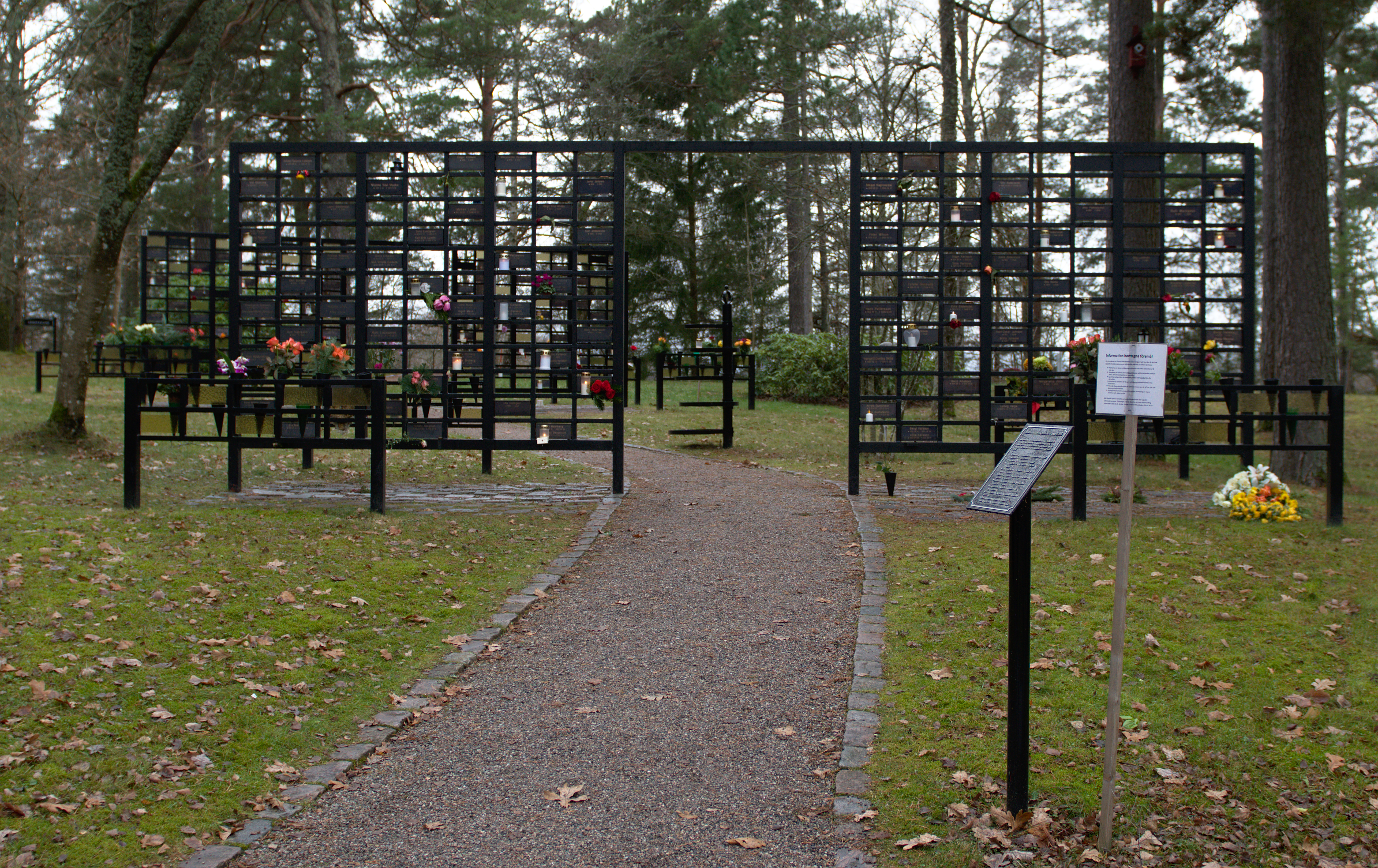
Askgravlund.
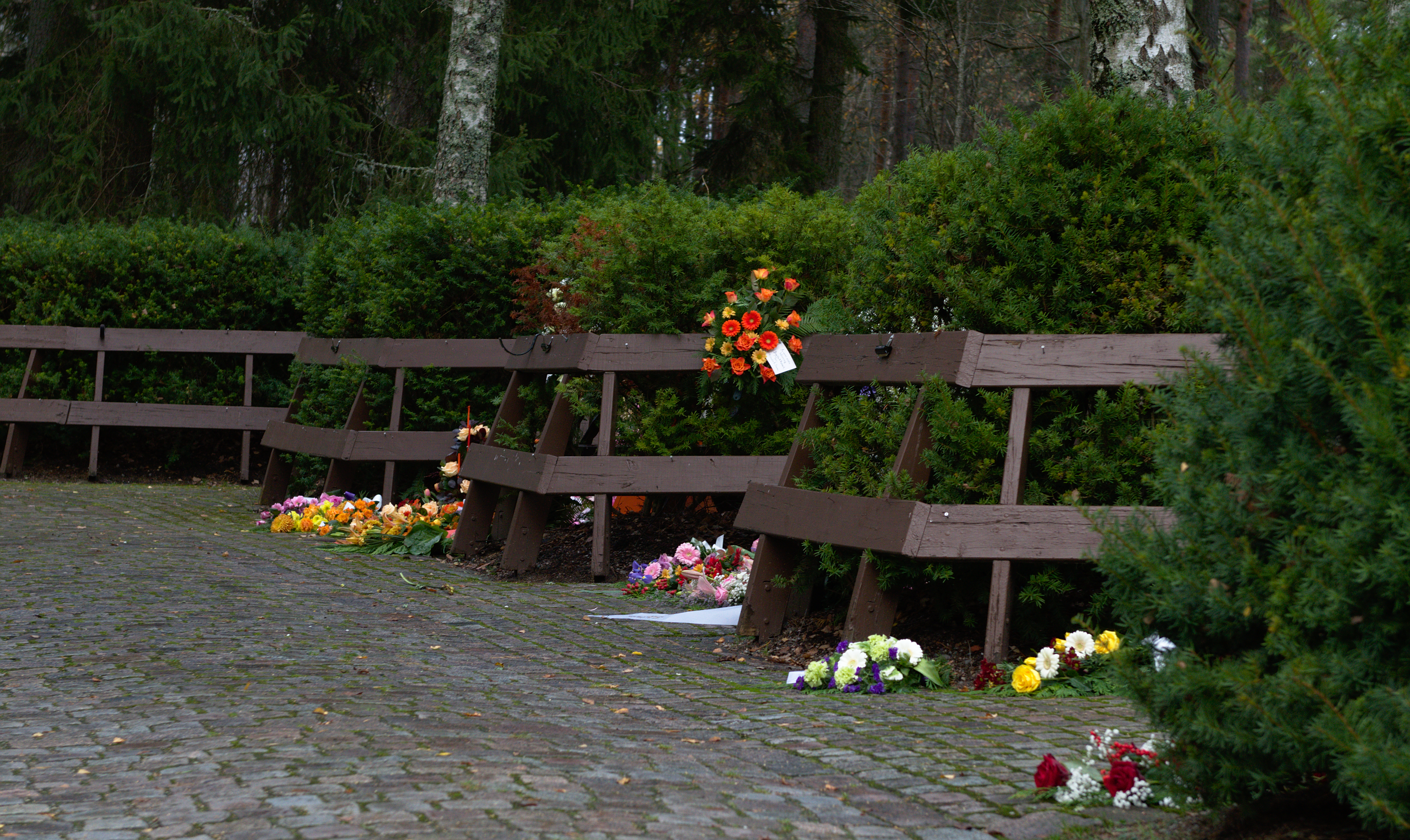
Kransgård.